# Megyeri-Horváth Gábor
Megyeri-Horváth Gábor (Szeged, 1979. július 31. –) magyar festőművész, pedagógus.

## Életpályája
1993–1997 között a Tömörkény István Művészeti Szakközépiskola tanulója volt. 1994 óta kiállító művész. 1998–2003 között a Magyar Képzőművészeti Egyetem festőművész, valamint rajz-művészettörténet tanár szakán tanult; itt Nagy Gábor oktatta. 2003 óta a Magyar Alkotóművészek Országos Egyesülete tagja. 2005-től tanít a békéscsabai Evangélikus Művészeti Szakközépiskolában rajzot, festést és művészettörténetet. 2006-ban a Sensaria Egyesület alapító tagja volt. 2012 óta a Békéstáji Művészeti Társaság tagja.

## Festményei
- Melankólia (diplomamunka, 2003)
- Vörös akt (2004)
- Notesz Laci (2017)
- Család (2018)

## Kiállításai
| - 1996, 2008, 2010 Békéscsaba - 1999 Kalocsa - 2002 Szeged - 2003, 2005, 2007 Budapest - 2005 Zsámbék - 2008 Kiskunfélegyháza | - 1994-1997 Csuta Nemzetközi Művésztelep - 1998-2001 Szeged - 2003-2006 Budapest - 2004-2009 Hódmezővásárhelyi Őszi tárlat - 2005-2007 Békéscsaba - 2006 Vác |

## Díjai
- Zoltánfy-díj (1997)
- A Magyar Képzőművészeti Egyetem festő tanszékének díja (2001)
- Székely Bertalan-ösztöndíj (2002)
- Barcsay Jenő-díj (2003)
- Óvári László-emlékgyűrű (2003)
- Ráckeve város művészeti díja (2003)
- Pannoncolor I. díj (2003)
- Az 51. Hódmezővásárhelyi Őszi tárlat munkajutalma (2004)